# Омельгушка
Омельгушка (Hypocolius ampelinus) — вид горобцеподібних птахів монотипової родини омельгушкових (Hypocoliidae).

## Поширення
Вид поширений у Західній Азії. Омельгушка гніздиться в Іраку, Ірані, Афганістані, Пакистані та на півдні Туркменістану. Зимує на узбережжі Червоного моря та Перської затоки. Випадкові зальоти омельгушки реєструвалися в Єгипті, Ізраїлі, Туреччині, Омані та на заході Індії.

## Опис
Птах завдовжки 18-23 см та вагою 28-55 г. Хвіст довгий, дзьоб короткий, на голові невеликий чубчик. Оперення сіро-коричневого забарвлення. У самців від дзьоба через очі до потилиці тягнеться чорна смуга у вигляді «маски», у самиць її немає.

## Галерея

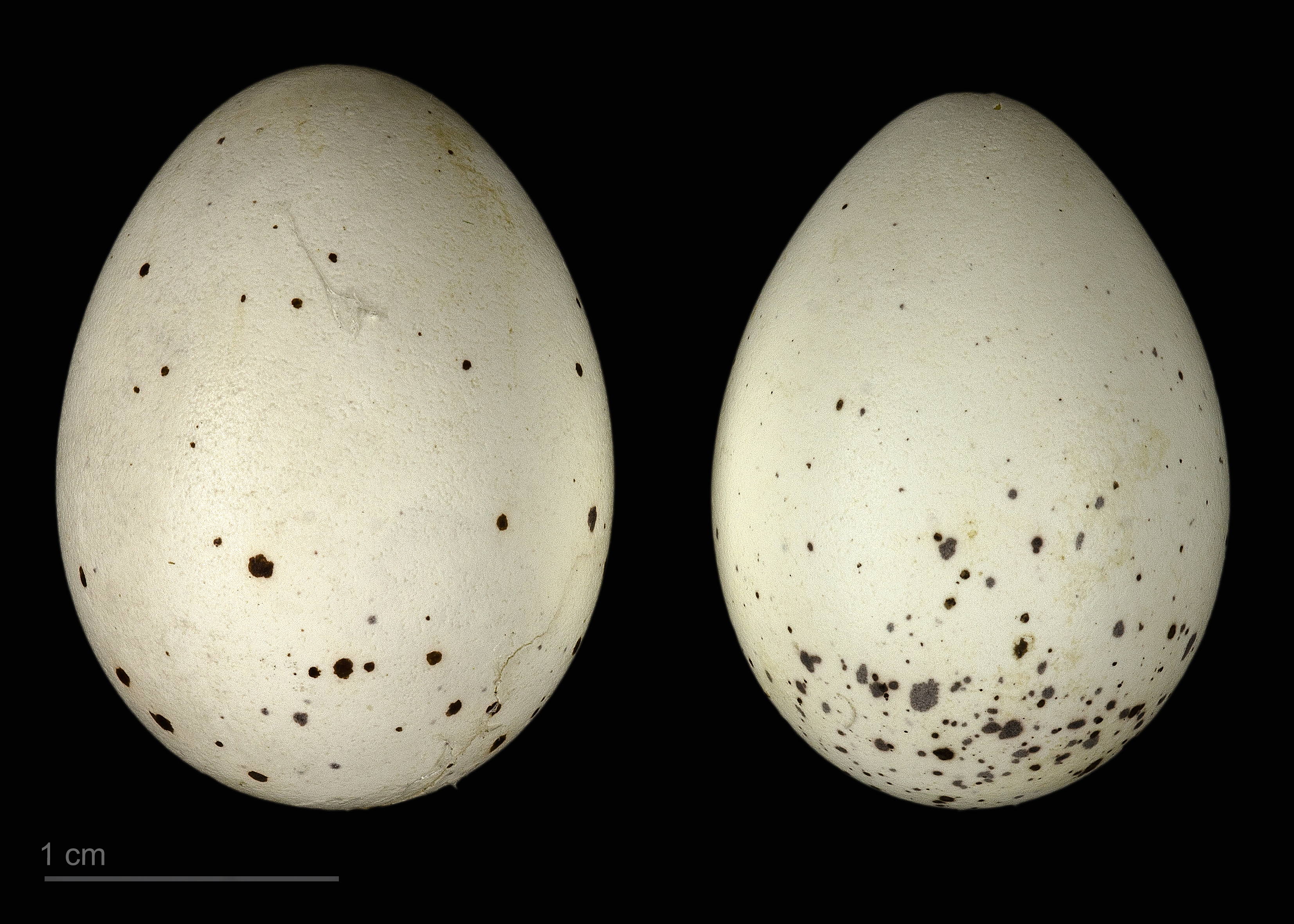
Яйця Hypocolius ampelinus в оологічній колекції, Тулузький музей